# Robbie Lawler
Robert Glen «Robbie» Lawler (San Diego, California, 20 de marzo de 1982) es un artista marcial mixto estadounidense que competía en la categoría de peso wélter en Ultimate Fighting Championship. Lawler fue campeón de peso medio de EliteXC, ICON Sport, Superbrawl y una vez Campeón de Peso Wélter de UFC.

## Biografía
Lawler nació en San Diego, California y se mudó a Bettendorf, Iowa a la edad de 10 años para vivir con su padre. Al crecer, Lawler tenía una pasión por las artes marciales el boxeo y el karate qué comenzó cuando tenía nueve años de edad. Asistió a la Escuela de Secundaria de Bettendorf, donde él había sido jugador de fútbol All-State en la posición de apoyador y también luchador All-State. Lawler fue escogido por Pat Miletich cuando tenía 16 años y comenzó a entrenar con Miletich Fighting Systems, tan pronto como se graduó en el año 2000.

## Carrera en artes marciales mixtas

### Retorno a UFC
En su retorno a UFC, Lawler bajo al peso wélter y se enfrentó a Josh Koscheck el 23 de febrero de 2013 en UFC 157. Lawler ganó la pelea por nocaut técnico en la primera ronda, ganando así el premio al KO de la Noche.
Lawler se enfrentó a Bobby Voelker el 27 de julio de 2013 en UFC on Fox 8. Lawler ganó la pelea por nocaut en la segunda ronda.
El 16 de noviembre de 2013, Lawler se enfrentó a Rory MacDonald en UFC 167. Lawler ganó la pelea por decisión dividida.
Lawler se enfrentó a Johny Hendricks el 15 de marzo de 2014 en UFC 171 por el campeonato vacante de peso wélter de UFC. Lawler perdió la pelea por decisión unánime. Tras el evento, ambos peleadores ganaron el premio a la Pelea de la Noche.
El 24 de mayo de 2014, Lawler ganó por nocaut técnico a Jake Ellenberger el en UFC 173.
Lawler se enfrentó a Matt Brown el 26 de julio de 2014 en UFC on Fox 12. Lawler ganó la pelea por decisión unánime. Tras el evento, ambos peleadores ganaron el premio a la Pelea de la Noche.
El 6 de diciembre de 2014, Lawler se enfrentó en una revancha por el campeonato de peso wélter a Johny Hendricks en UFC 181. Lawler ganó la pelea por decisión dividida, ganando así el campeonato.
El 11 de julio de 2015, Lawler se enfrentó a Rory MacDonald en UFC 189. Lawler ganó la pelea por nocaut técnico en la quinta ronda, defendiendo así el campeonato. Tras el evento, ambos peleadores ganaron el premio a la Pelea de la Noche.
Lawler se enfrentó a Carlos Condit el 2 de enero de 2016 en UFC 195. Lawler ganó la pelea por decisión dividida, defendiendo así el campeonato. Tras el evento, ambos peleadores ganaron el premio a la Pelea de la Noche.
Después de un año y medio fuera del octágono, Woodley enfrentó al campeón de peso wélter Robbie Lawler el 30 de julio de 2016, en el evento principal del UFC 201. Ganó la pelea por nocaut a mitad de la primera ronda para proclamarse nuevo campeón de peso wélter de UFC.
Lawler enfrentó a Donald Cerrone el 29 de julio de 2017 en UFC 214. Ganó la pelea por decisión unánime. En la entrevista posterior a la pelea, Lawler dedicó su victoria a Matt Hughes, quien estuvo involucrado en un accidente de camión en junio de 2017 y luego se recuperó de graves lesiones.
Lawler se enfrentó a Rafael dos Anjos el 16 de diciembre de 2017 en el evento principal en UFC on Fox: Lawler vs. dos Anjos. Perdió la pelea por decisión unánime, y sufrió una ACL desgarrada por la pelea que le impediría pelear en 2018.
Lawler se enfrentó a Ben Askren el 2 de marzo de 2019, en UFC 235. Aunque Lawler parecía tener la ventaja sobre Askren al principio de la pelea, finalmente perdió la pelea por sumisión en la primera ronda. El final de la pelea fue controvertido, ya que el árbitro Herb Dean paró la pelea pensando que Lawler se había desmayado cuando este no fue el caso; Lawler le hizo una señal a Dean con el pulgar hacia arriba mientras se encontraba bloqueado en la llave, y saltó completamente consciente inmediatamente después de la detención. A pesar de eso, el director de la Comisión de Deportes del Estado de Nevada, Bob Bennett, apoyó plenamente la decisión de Dean de detener la pelea.
Lawler estaba programado para enfrentar a Tyron Woodley en una revancha, en el evento estelar de UFC Minneapolis. Sin embargo, Woodley se vio obligado a retirarse del combate debido a una lesión en su mano.
Lawler se enfrentó al veterano Nick Diaz en una revancha el 25 de septiembre de 2021 en UFC 266. El combate se disputó en el peso medio y fue un combate especial de cinco asaltos sin título ni evento principal. Ganó el combate por nocaut técnico en el tercer asalto.

## Vida personal
Lawler es de ascendencia filipina y anglo-estadounidense. Lawler está casado y tiene un hijo.

## Campeonatos y logros
- Ultimate Fighting Championship
  - Campeón de peso wélter de UFC (una vez)
  - Pelea de la Noche (cuatro veces)
  - KO de la Noche (una vez)

- Elite Xtreme Combat
  - Campeón de peso medio (una vez; último)

- ICON Sport
  - Campeón de peso medio (dos veces)

- Superbrawl
  - Campeón de peso medio (una vez; último)

- Sherdog
  - KO del año (2010) vs. Melvin Manhoef el 30 de enero
  - Segundo equipo más violento (2010)[22]

## Récord en artes marciales mixtas
| Resultado     | Récord    | Oponente         | Método                           | Evento                               | Fecha                    | Ronda | Tiempo | Localización                | Notas                                                                                  |
| ------------- | --------- | ---------------- | -------------------------------- | ------------------------------------ | ------------------------ | ----- | ------ | --------------------------- | -------------------------------------------------------------------------------------- |
| Victoria      | 30–16 (1) | Niko Price       | KO (Puñetazos)                   | UFC 290                              | 8 de julio de 2023       | 1     | 0:38   | Las Vegas, Nevada           | Pelea de retiro.                                                                       |
| Derrota       | 29–16 (1) | Bryan Barberena  | TKO (Puñetazos)                  | UFC 276                              | 2 de julio de 2022       | 2     | 4:47   | Las Vegas, Nevada           | Pelea de la noche.                                                                     |
| Victoria      | 29–15 (1) | Nick Diaz        | TKO (retiro)                     | UFC 266                              | 25 de septiembre de 2021 | 3     | 0:44   | Las Vegas, Nevada           | Combate de peso medio.                                                                 |
| Derrota       | 28–15 (1) | Neil Magny       | Decisión (unánime)               | UFC Fight Night: Smith vs. Rakić     | 29 de agosto de 2020     | 3     | 5:00   | Las Vegas, Nevada           |                                                                                        |
| Derrota       | 28–14 (1) | Colby Covington  | Decisión (unánime)               | UFC on ESPN: Covington vs. Lawler    | 3 de agosto de 2019      | 5     | 5:00   | Newark, Nueva Jersey        |                                                                                        |
| Derrota       | 28–13 (1) | Ben Askren       | Sumisión técnica (bulldog choke) | UFC 235                              | 2 de marzo de 2019       | 1     | 3:20   | Paradise, Nevada            |                                                                                        |
| Derrota       | 28–12 (1) | Rafael dos Anjos | Decisión (unánime)               | UFC on Fox: Lawler vs. dos Anjos     | 16 de diciembre de 2017  | 5     | 5:00   | Winnipeg, Manitoba          |                                                                                        |
| Victoria      | 28–11 (1) | Donald Cerrone   | Decisión (unánime)               | UFC 214                              | 29 de julio de 2017      | 5     | 5:00   | Anaheim, California         |                                                                                        |
| Derrota       | 27–11 (1) | Tyron Woodley    | KO (puños)                       | UFC 201                              | 30 de julio de 2016      | 1     | 2:12   | Atlanta, Georgia            | Perdió el Campeonato de Peso Wélter de UFC.                                            |
| Victoria      | 27–10 (1) | Carlos Condit    | Decisión (dividida)              | UFC 195                              | 2 de enero de 2016       | 5     | 5:00   | Las Vegas, Nevada           | Defendió el Campeonato de Peso Wélter de UFC; Pelea de la Noche. Pelea del año (2016). |
| Victoria      | 26–10 (1) | Rory MacDonald   | TKO (golpes)                     | UFC 189                              | 11 de julio de 2015      | 5     | 1:00   | Las Vegas, Nevada           | Defendió el Campeonato de Peso Wélter de UFC; Pelea de la Noche. Pelea del año (2015). |
| Victoria      | 25–10 (1) | Johny Hendricks  | Decisión (dividida)              | UFC 181                              | 6 de diciembre de 2014   | 5     | 5:00   | Las Vegas, Nevada           | Ganó el Campeonato de Peso Wélter de UFC.                                              |
| Victoria      | 24–10 (1) | Matt Brown       | Decisión (unánime)               | UFC on Fox: Lawler vs. Brown         | 26 de julio de 2014      | 5     | 5:00   | San José, California        | Eliminatoria por el título; Pelea de la Noche.                                         |
| Victoria      | 23–10 (1) | Jake Ellenberger | TKO (rodillazo y golpes)         | UFC 173                              | 24 de mayo de 2014       | 3     | 3:06   | Las Vegas, Nevada           |                                                                                        |
| Derrota       | 22–10 (1) | Johny Hendricks  | Decisión (unánime)               | UFC 171                              | 15 de marzo de 2014      | 5     | 5:00   | Dallas, Texas               | Por el Campeonato Vacante de Peso Wélter de UFC; Pelea de la Noche.                    |
| Victoria      | 22–9 (1)  | Rory MacDonald   | Decisión (dividida)              | UFC 167                              | 16 de noviembre de 2013  | 3     | 5:00   | Las Vegas, Nevada           |                                                                                        |
| Victoria      | 21–9 (1)  | Bobby Voelker    | KO (patada a la cabeza y golpe)  | UFC on Fox: Johnson vs. Moraga       | 27 de julio de 2013      | 2     | 0:24   | Seattle, Washington         |                                                                                        |
| Victoria      | 20–9 (1)  | Josh Koscheck    | TKO (golpes)                     | UFC 157                              | 23 de febrero de 2013    | 1     | 3:57   | Anaheim, California         | Retorno al peso wélter; KO de la Noche.                                                |
| Derrota       | 19–9 (1)  | Lorenz Larkin    | Decisión (unánime)               | Strikeforce: Rockhold vs. Kennedy    | 14 de julio de 2012      | 3     | 5:00   | Portland, Oregón            |                                                                                        |
| Victoria      | 19–8 (1)  | Adlan Amagov     | TKO (rodillazo volador y golpes) | Strikeforce: Rockhold vs. Jardine    | 7 de enero de 2012       | 1     | 1:48   | Las Vegas, Nevada           |                                                                                        |
| Derrota       | 18–8 (1)  | Tim Kennedy      | Decisión (unánime)               | Strikeforce: Fedor vs. Henderson     | 30 de julio de 2011      | 3     | 5:00   | Hoffman Estates, Illinois   |                                                                                        |
| Derrota       | 18–7 (1)  | Ronaldo Souza    | Sumisión (rear-naked choke)      | Strikeforce: Diaz vs. Cyborg         | 29 de enero de 2011      | 3     | 2:00   | San José, California        | Por el Campeonato de Peso Medio de Strikeforce.                                        |
| Victoria      | 18–6 (1)  | Matt Lindland    | KO (golpe)                       | Strikeforce: Henderson vs. Babalu II | 4 de diciembre de 2010   | 1     | 0:50   | San Luis, Misuri            | Retorno al peso medio.                                                                 |
| Derrota       | 17–6 (1)  | Renato Sobral    | Decisión (unánime)               | Strikeforce: Los Angeles             | 16 de junio de 2010      | 3     | 5:00   | Los Ángeles, California     |                                                                                        |
| Victoria      | 17–5 (1)  | Melvin Manhoef   | KO (golpe)                       | Strikeforce: Miami                   | 30 de enero de 2010      | 1     | 3:33   | Sunrise, Florida            | KO del Año (2010).                                                                     |
| Derrota       | 16–5 (1)  | Jake Shields     | Sumisión (guillotine choke)      | Strikeforce: Lawler vs. Shields      | 6 de junio de 2009       | 1     | 2:02   | San Luis, Misuri            |                                                                                        |
| Victoria      | 16–4 (1)  | Scott Smith      | TKO (patada al cuerpo y golpes)  | EliteXC: Unfinished Business         | 26 de julio de 2008      | 2     | 2:35   | Stockton, California        | Defendió el Campeonato de Peso Medio de Elite XC.                                      |
| Sin resultado | 15–4 (1)  | Scott Smith      | Sin resultado (pulgar en el ojo) | EliteXC: Primetime                   | 31 de mayo de 2008       | 3     | 3:26   | Newark, Nueva Jersey        | Retuvo el Campeonato de Peso Medio de Elite XC.                                        |
| Victoria      | 15–4      | Murilo Rua       | KO (golpes)                      | EliteXC: Uprising                    | 15 de septiembre de 2007 | 3     | 2:04   | Honolulu, Hawái             | Ganó el Campeonato de Peso Medio de Elite XC.                                          |
| Victoria      | 14–4      | Frank Trigg      | KO (golpes)                      | Icon Sport: Epic                     | 31 de marzo de 2007      | 4     | 1:40   | Honolulu, Hawái             | Ganó el Campeonato de Peso Medio de Icon Sport.                                        |
| Victoria      | 13–4      | Eduardo Pamplona | KO (golpes)                      | IFL: Atlanta                         | 23 de febrero de 2007    | 3     | 1:36   | Atlanta, Georgia            |                                                                                        |
| Victoria      | 12–4      | Joey Villaseñor  | KO (rodillazo volador)           | PRIDE 32                             | 21 de octubre de 2006    | 1     | 0:22   | Las Vegas, Nevada           |                                                                                        |
| Derrota       | 11–4      | Jason Miller     | Sumisión (arm-triangle choke)    | Icon Sport. Mayhem vs. Lawler        | 2 de septiembre de 2006  | 3     | 2:50   | Honolulu, Hawái             | Perdió el Campeonato de Peso Medio de Icon Sport.                                      |
| Victoria      | 11–3      | Falaniko Vitale  | KO (golpes)                      | Icon Sport: Lawler vs. Niko II       | 25 de febrero de 2005    | 1     | 3:38   | Honolulu, Hawái             | Ganó el Campeonato de Peso Medio de Icon Sport.                                        |
| Victoria      | 10–3      | Jeremy Brown     | Sumisión (armbar)                | KOTC: Xtreme Edge                    | 17 de septiembre de 2005 | 1     | 2:48   | Indianapolis, Indiana       |                                                                                        |
| Victoria      | 9–3       | Falaniko Vitale  | KO (golpes)                      | Superbrawl: Icon                     | 23 de julio de 2005      | 2     | 4:36   | Honolulu, Hawái             | Ganó el Campeonato de Peso Medio de Superbrawl.                                        |
| Derrota       | 8–3       | Evan Tanner      | Sumisión (triangle choke)        | UFC 50                               | 22 de octubre de 2004    | 1     | 2:22   | Atlantic City, Nueva Jersey | Movido a peso medio.                                                                   |
| Derrota       | 8–2       | Nick Diaz        | KO (golpes)                      | UFC 47                               | 2 de abril de 2004       | 2     | 1:31   | Las Vegas, Nevada           |                                                                                        |
| Victoria      | 8–1       | Chris Lytle      | Decisión (unánime)               | UFC 45                               | 21 de noviembre de 2003  | 3     | 5:00   | Uncasville, Connecticut     |                                                                                        |
| Derrota       | 7–1       | Pete Spratt      | Sumisión (lesión)                | UFC 42                               | 25 de abril de 2003      | 2     | 2:28   | Miami, Florida              |                                                                                        |
| Victoria      | 7–0       | Tiki Ghosn       | KO (golpes)                      | UFC 40                               | 22 de noviembre de 2002  | 1     | 1:29   | Las Vegas, Nevada           |                                                                                        |
| Victoria      | 6–0       | Steve Berger     | TKO (golpes)                     | UFC 37.5                             | 22 de junio de 2002      | 2     | 0:27   | Las Vegas, Nevada           |                                                                                        |
| Victoria      | 5–0       | Aaron Riley      | Decisión (unánime)               | UFC 37                               | 10 de mayo de 2002       | 3     | 5:00   | Bossier City, Louisiana     | UFC debut.                                                                             |
| Victoria      | 4–0       | Saburo Kawakatsu | TKO (golpes)                     | Shogun 1                             | 15 de diciembre de 2001  | 1     | 4:49   | Honolulu, Hawái             |                                                                                        |
| Victoria      | 3–0       | Marco Macera     | TKO (golpes)                     | Extreme Challenge 41                 | 13 de julio de 2001      | 1     | 1:19   | Davenport, Iowa             |                                                                                        |
| Victoria      | 2–0       | Landon Showalter | KO (golpes)                      | IFC: Warriors Challenge 13           | 15 de junio de 2001      | 1     | 0:14   | Fresno, California          |                                                                                        |
| Victoria      | 1–0       | John Reed        | TKO (golpes)                     | Extreme Challenge 39                 | 7 de abril de 2001       | 1     | 2:14   | Springfield, Illinois       |                                                                                        |